# 埃及文明國家博物館
埃及文明國家博物館（阿拉伯语：‎）又稱埃及文明博物館，是位於古城福斯塔特（現埃及開羅的一部分）中的大型博物館（展覽面積23,235平方米）。博物館2017年2月部分開放，將展出50,000件文物，以展示史前至今日的埃及文明。2021年4月3日，舉行「法老黃金遊行」活動，將22名古埃及法老木乃伊，包括18名法老和4個王后由埃及博物館運到埃及文明博物館。2021年4月4日，博物館正式向公众开放。